# Wydział Inżynierii Lądowej i Środowiska Politechniki Gdańskiej
Wydział Inżynierii Lądowej i Środowiska – jeden z czterech najstarszych wydziałów Politechniki Gdańskiej. W obecnej formie funkcjonuje od 2004 roku, w ramach połączenia Wydziału Inżynierii Lądowej oraz Wydziału Budownictwa Wodnego i Inżynierii Środowiska.
Wydział posiada pozytywną ocenę Polskiej Komisji Akredytacyjnej oraz najwyższą kategorię naukową A+ (poziom wiodący) dla dyscyplin umocowanych na Wydziale: Inżynieria Lądowa, Geodezja i Transport oraz Inżynieria Środowiska, Górnictwo i Energetyka przyznaną za okres ewaluacji 2017–2021 w roku 2023 z Ministerstwa Edukacji i Nauki; w poprzednich okresach za lata 2009–2012 oraz 2013–2016 Wydział otrzymał kategorię A (poziom bardzo dobry).

## Historia
Wydział rozpoczął działalność 6 października 1904, kiedy nastąpiło uroczyste otwarcie przez cesarza Wilhelma II Uniwersytetu Technicznego w Gdańsku.
W historii funkcjonował pod różnymi nazwami:
- 1904–1945 (Uniwersytet Techniczny w Gdańsku): Wydział Inżynierii Lądowej
- 1945–1952 Wydział Inżynierii Lądowej[5][6]
- 1952: Rozdzielenie na Wydział Budownictwa Lądowego i Wydział Budownictwa Wodnego

Wydział Budownictwa Lądowego:
- 1952–1969 Wydział Budownictwa Lądowego
- 1969–1971 Wydział Budownictwa i Architektury
- 1971–1975 Instytut Budownictwa Lądowego (z zakładami)
- 1975–1992 Wydział Budownictwa Lądowego (z instytutami i zakładami)
- 1992–1999 Wydział Budownictwa Lądowego (z katedrami)
- 1999–2004 Wydział Inżynierii Lądowej

Wydział Budownictwa Wodnego:
- 1952–1969 Wydział Budownictwa Wodnego
- 1969–1971 Instytut Hydrotechniki w ramach Wydziału Budownictwa i Architektury
- 1971–1982 Instytut Hydrotechniki na prawach Wydziału
- 1982–1995 Wydział Hydrotechniki
- 1995–1999 Wydział Inżynierii Środowiska
- 1999–2004 Wydział Budownictwa Wodnego i Inżynierii Środowiska.

W 2004 roku, na podstawie Uchwały Senatu Politechniki Gdańskiej nr 86/04/XX z dnia 20 kwietnia 2004, Wydział Inżynierii Lądowej oraz Wydział Budownictwa Wodnego i Inżynierii Środowiska zostały połączone w obecny Wydział Inżynierii Lądowej i Środowiska.

## Kierunki studiów[7]
- Budownictwo (studia I i II stopnia)
  - budowa dróg i autostrad
  - budownictwo ogólne
  - budownictwo wodne i morskie
  - drogi szynowe
  - geotechnika
  - inżynieria ruchu
  - konstrukcje betonowe
  - konstrukcje metalowe
  - modelowanie konstrukcji inżynierskich
  - technologia i organizacja budownictwa
  - konstrukcje mostowe
- Geodezja i Kartografia (studia I i II stopnia)
  - geodezja inżynieryjna
  - geomatyka i geoinformatyka
- Inżynieria Środowiska (studia I i II stopnia)
- Inżynieria Morska i Brzegowa (studia II stopnia, wspólnie z Wydziałem Oceanotechniki i Okrętownictwa PG)
- Transport (studia I i II stopnia)
  - inżynieria ruchu
  - infrastruktura transportu
  - środki transportu.
- studia doktoranckie (III stopnia, łącznie z uprawnieniami habilitacyjnymi i wnioskowania o tytuł profesora) w dziedzinie nauk inżynieryjno-technicznych
  - dyscyplina: inżynieria lądowa i transport
  - dyscyplina: inżynieria środowiska, górnictwo i energetyka.

## Katedry[8]
- Katedra Budownictwa i Inżynierii Materiałowej
- Katedra Geodezji
- Katedra Geotechniki i Inżynierii Wodnej
- Katedra Inżynierii Budowlanej
- Katedra Inżynierii Sanitarnej
- Katedra Inżynierii Transportowej
- Katedra Konstrukcji Inżynierskich
- Katedra Mechaniki Budowli
- Katedra Technologii w Inżynierii Środowiska
- Katedra Wytrzymałości Materiałów.

## Władze[9]
- Dziekan: prof. dr hab. inż. Ewa Wojciechowska[10]
- Prodziekan ds. nauki: prof. dr hab. inż. Adam Szymkiewicz
- Prodziekan ds. współpracy: dr hab. inż. Piotr Jaskuła, prof. PG
- Prodziekan ds. kształcenia: dr inż. Rafał Ossowski, prof. PG
- Prodziekan ds. studenckich: dr inż. Arkadiusz Ostojski, prof. PG
- Dyrektor Administracyjny: mgr inż. Jerzy Buszke.

## Organizacje studenckie
- Koło Inżynierii Drogowej i Kolejowej „KoDiK”
- Koło Naukowe Mechaniki Konstrukcji KOMBO[11]
- Koło Naukowe Technologii i Organizacji Budowy "KOBRa"[12]
- Międzywydziałowe Koło Naukowe Studentów PG Ekologia Budownictwa i Inżynierii Środowiska „EBiIŚ”
- Koło Naukowe Geometrii i Grafiki Inżynierskiej CAD–KRESKA
- Koło Sportowców WILiŚ
- Koło Naukowe HEVELIUS
- Koło Naukowe Młodych Mostowców PG Most Wanted[13]
- Studenckie Koło Naukowe Transportu i Budownictwa Morskiego i Śródlądowego[14]
- Geotechniczne Koło Naukowe GeKoN[15]

## Poczet dziekanów[16]

### Wydział Inżynierii Lądowej[17]
- prof. Reinhold Krohn 1904–1905, 1912–1913, 1916–1919
- prof. Paul Ehlers 1905–1906, 1911–1912
- prof. Friedrich Wilhelm Otto Schulze 1906−1907, 1913–1914
- prof. Richard Kohnke 1907–1908, 1914–1915
- prof. Moritz Oder 1908–1909
- prof. Otto Eggert 1909–1910, 1919–1920
- prof. Emil Breidsprecher 1910–1911
- prof. Gerhard de Jonge 1915–1916
- prof. Richard Petersen 1920–1921
- prof. Gerhard de Jonge 1921–1922, 1926–1927
- prof. Reinhold Krohn 1922–1923
- prof. Otto Kloeppel 1923–1924, 1933–1934
- prof. Friedrich Wilhelm Otto Schulze 1924–1925, 1932–1933
- prof. Fritz Krischen 1925–1926, 1929–1930
- prof. Albert Carsten 1927–1928, 1931–1932
- prof. Richard Kohnke 1928–1929
- prof. Karl Hoepfner 1930–1931
- prof. Richard Winkel 1934–1935
- prof. Friedrich Flörke 1935–1936, 1936–1937
- prof. Ernst Witt 1937–1938, 1938–1939

### Wydział Inżynierii Lądowej
- prof. zw. dr inż. Karol Pomianowski, Wydział Inżynierii Lądowej, 1945–1947
- prof. dr hab. inż. Witold Nowacki, Wydział Inżynierii Lądowej, 1947–1949
- prof. zw. dr inż. Bogumił Hummel, Wydział Inżynierii Lądowej, 1949–1950
- prof. dr inż. Władysław Bogucki, Wydział Inżynierii Lądowej, 1950–1952

### Wydział Budownictwa Lądowego
- prof. dr inż. Władysław Bogucki, Wydział Budownictwa Lądowego, 1952−1954
- prof. zw. dr inż. Juliusz Szczygieł, Wydział Budownictwa Lądowego, 1954–1956
- z-ca prof. mgr inż. Jerzy Smoleński, Wydział Budownictwa Lądowego, 1956–1958
- prof. dr inż. Władysław Bogucki, Wydział Budownictwa Lądowego, 1958–1962
- prof. mgr inż. Roman Kazimierczak, Wydział Budownictwa Lądowego, 1962–1966
- prof. dr inż. Tadeusz Szulczyński, Wydział Budownictwa Lądowego, 1966–1969
- prof. mgr inż. Roman Kazimierczak, Wydział Budownictwa i Architektury, 1969–1971
- prof. dr inż. Tadeusz Szulczyński, Wydział Budownictwa Lądowego, 1971–1973
- doc. dr inż. Jerzy Ziółko, Wydział Budownictwa Lądowego, 1973–1975
- prof. zw. dr inż. Juliusz Szczygieł, Wydział Budownictwa Lądowego, 1975–1981
- prof. dr hab. inż. Kazimierz Wysiatycki, Wydział Budownictwa Lądowego, 1981–1984
- prof. dr hab. inż. Zbigniew Cywiński, Wydział Budownictwa Lądowego, 1984–1987
- doc. dr inż. Czesław Taraszkiewicz, Wydział Budownictwa Lądowego, 1987–1993
- prof. dr hab. inż. Zbigniew Cywiński, Wydział Budownictwa Lądowego, 1993–1999
- prof. dr hab. inż. Ryszard Krystek, prof. zw. PG, Wydział Inżynierii Lądowej, 1999–2004

### Wydział Budownictwa Wodnego
- prof. mgr inż. Wacław Balcerski, Wydział Budownictwa Wodnego, 1952−1953
- prof. dr Zdzisław Pazdro, Wydział Budownictwa Wodnego, 1953−1954
- doc. dr inż. Józef Karwowski, Wydział Budownictwa Wodnego, 1954−1955
- prof. mgr inż. Mieczysław Michalski, Wydział Budownictwa Wodnego, 1955−1958
- doc. mgr inż. Stanisław Szymborski, Wydział Budownictwa Wodnego, 1958–1962
- doc. mgr inż. Władysław Wędziński, Wydział Budownictwa Wodnego, 1962–1964
- prof. dr inż. Józef Karwowski, Wydział Budownictwa Wodnego, 1964–1969
- prof. dr hab. inż. Eugeniusz Dembicki, Instytut Hydrotechniki, 1971–1975
- doc. dr hab. inż. Bohdan Kozerski, Instytut Hydrotechniki, 1975–1978
- prof. dr hab. inż. Andrzej Tejchman-Konarzewski, Instytut Hydrotechniki, 1978–1981
- doc. dr hab. inż. Bohdan Kozerski, Instytut Hydrotechniki, 1981–1982, Wydział Hyrotechniki, 1982–1984,
- prof. zw. dr hab. inż. Andrzej Tejchman-Konarzewski, Wydział Hydrotechniki, 1984–1990
- prof. dr hab. inż. Adam Żurowski, Wydział Hydrotechniki, 1990–1993
- dr hab. inż. Michał Topolnicki, Wydział Hydrotechniki, 1993–1995, Wydział Inżynierii Środowiska, 1995–1996
- prof. dr hab. inż. Romuald Szymkiewicz, Wydział Inżynierii Środowiska, 1996−1999
- prof. dr hab. inż. Bohdan Zadroga, prof. zw. PG, Wydział Budownictwa Wodnego i Inżynierii Środowiska, 1999–2004

### Wydział Inżynierii Lądowej i Środowiska
- dr hab. inż. Krzysztof Wilde, Wydział Inżynierii Lądowej i Środowiska, 2004–2008
- dr hab. inż. Ireneusz Kreja, Wydział Inżynierii Lądowej i Środowiska, 2008–2016
- prof. dr hab. inż. Krzysztof Wilde, prof. zw. PG, czł. koresp. PAN, Wydział Inżynierii Lądowej i Środowiska, 2016–2019
- dr hab. inż. Joanna Żukowska, prof. PG, Wydział Inżynierii Lądowej i Środowiska, 2019–2024[18][19]
- prof. dr hab. inż. Ewa Wojciechowska, Wydział Inżynierii Lądowej i Środowiska, od 2024[20].